# Chiyotaikai Ryūji
Chiyotaikai Ryūji (千代大海龍二, Thiên Đại Đại Hải Long Nhị), tên thật là Hiroshima Ryūji (廣嶋龍二, Quảng Đảo Long Nhị), là một lực sĩ Sumo chuyên nghiệp người Nhật Bản, xuất thân từ thành phố Ōita, tỉnh Ōita. Anh mang cấp Ōzeki và đã từng ba lần đoạt chức vô địch. Chiyotaikai sinh ngày 29 tháng 4 năm 1976, hiện cao 181 cm và nặng 158 kg.
Từ nhỏ, Chiyotaikai đã có thân hình cao to hơn các bạn cùng tuổi. Trước khi đến với Sumo, anh đã từng tập Judo và Karate. Khi đang học năm thứ hai trung học, anh đã đoạt giải ba vô địch Judo học sinh trung học năm thứ hai toàn quốc. Năm sau, anh khai gian tuổi để dự giải vô địch Kyokshin Karate toàn Kyushu và đoat giải ba, nhưng sau đó bị phát giác và bị thu hồi giải. Hết trung học, Chiyotaikai bắt đầu làm quen với Sumo tại lò võ Kokonoe của yokozuna Chiyonofuji Mitsugu. Tháng 11 năm 1992, Chiyotaikai bắt đầu thi đấu trong giải sumo nhà nghề. Mùa giải tháng 1 năm 1999, anh thắng 13 trận và thua 2 trận, đoạt chức vô địch đầu tiên và được phong Ōzeki. Chức vô địch gần đây nhất của anh là vào mùa giải tháng 3 năm 2003.